# Дун-Эйлин
Дун-Эйлин (ирл. Dún Ailinne) — доисторический форт, расположенный в Ирландии, в графстве Килдэр, неподалёку от трассы N78. Занимает территорию около 13 га, окружённую хенджем. Наравне с Тарой (резиденцией Верховных королей Ирландии) и Уснехом, скалой Кашёл (предположительно резиденцией королей Мунстера) и Круаханом (резиденцией королей Коннахта) является кандидатом на включение в список Всемирного наследия ЮНЕСКО в Ирландии (резиденция королей уладов, Эмайн Маха, находится в юрисдикции Великобритании, и потому не включена в список кандидатов).